# 속초시
속초시(束草市)는 대한민국 강원특별자치도 동해안 북부에 위치한 시이다. 시의 서쪽으로 설악산 국립공원이 있고, 시의 중심부에는 석호인 영랑호와 청초호가 있다. 동해에는 한류와 난류가 교류하여 어족이 풍부하기 때문에 동명항과 대포항을 중심으로 수산업과 관광업이 발달하였다. 면적의 대부분에 설악산이 있어서 실제 면적은 강원특별자치도 내에서 가장 좁은 편이다.

## 역사
| Daedongyeojido (Gyujanggak) 12-01.jpg |  |
|                                       |  |

역사적으로는 본래 동예의 땅으로 고구려 때에는 수성군(隨城郡), 신라 때에는 수성군(守城郡)에 속하였고, 고려 이래 양양군에 속해 왔다. 처음엔 가까운 바다에서 고기잡이 하던 어민들이 청초호 안에 정착하여 한 어촌을 이루었는데 1905년 동해 연안 항로가 개설된 당시 선박의 기항지로 쓰였다. 또 양양철산의 철광석 반출항으로 되어 1937년경부터 크게 발전하기 시작하였다. 1942년에는 읍으로 승격되고, 한반도가 미국과 소련에 분할되면서 38선 이북 지역이 되었다. 한국 전쟁 중 대한민국이 수복하였고, 1963년에 시로 승격되었다. 한국전쟁 때 북한 피난민이 많이 남하하여 정착하게 됨으로써 인구가 급격히 늘었다. 그리하여 어항·철광석 반출항, 설악산의 등산구, 또 서쪽 진부령을 넘어 춘천·서울 방면과 이어지는 교통요지가 되었다. 1973년에 고성군 토성면 장천리와 사진리가 편입되었다.
- 1914년 4월 1일: 양양군 도문면(道門面)과 소천면(所川面)을 합병하여 도천면(道川面)으로 개칭하고, 대포리에 면사무소를 두었다.[2]
- 1937년 7월 1일: 면사무소를 대포리에서 속초리로 옮기고, 도천면을 속초면으로 개칭하였다.
- 1942년 10월 1일: 속초면에서 속초읍으로 승격되었다.[3]
- 1945년 9월 2일: 미국과 소련이 38선을 경계로 한반도를 분할 점령하였다.
- 1948년 9월 9일: 조선민주주의인민공화국이 수립 되면서 관할에 들어갔다.
- 1951년 8월 18일: 대한민국 국군이 속초를 수복한 후 UN군의 군정이 실시되고, 속초면에서 속초읍으로 복귀하였다.
- 1954년 11월 17일: 민정으로 이양되었다.[4]
- 1963년 1월 1일: 양양군 속초읍 일원을 관할로 속초시가 설치되었다.[5]
- 1966년 1월 1일: 동제가 실시되어 12개 동으로 개편되었다.[6]
- 1973년 7월 1일: 고성군 토성면 장천리와 사진리가 속초시로 편입되었다.[7]
- 1983년 2월 15일: 양양군 강현면 상복리 일부지역이 속초시 설악동으로 편입되었다.(법정동 14개동, 행정동 13개동)[8]
- 1990년 4월 1일: 법정동 사진동, 장천동이 장사동으로 통합되었다.[9]
- 1998년 10월 17일: 행정동 통·폐합으로 행정동이 8개로 조정되었다. (법정동 13개동, 행정동 8개동)[10]

## 지리
강원특별자치도의 동해안 북부에 위치해 있으며 동쪽은 동해, 남쪽은 양양군, 서쪽은 인제군, 북쪽은 고성군에 닿아 있다. 휴전선에서 남쪽으로 약 62km 지점에 있다. 인제군 북면에서 미시령터널로 이어진다. 현재 대한민국(남한)의 시 중에서 유일하게 전
지역이 38선 이북에 위치해 있는 국내 최북단 시이다.
시 서쪽 설악산 가까이의 태백산맥에서 갈라진 한 지맥이 동쪽으로 뻗다가 다시 갈라져 청초호란 호수를 안고 동해안과 마주한다. 그 사이에 있는 속초호(면적 1.1km2, 수심 3.1 4.7ｍ)는 완전히 폐쇄되지 않고 일부분은 바깥바다에 통하여 주머니 모양을 한 만(灣)처럼 되어 있다. 그러므로 청초호 안에는 500t급 선박이 자유로이 드나들 수 있고 외해의 풍랑이 미치지 않아 좋은 항만의 구실을 하며, 특히 풍랑 때 어선의 대피 정박지로 쓰인다. 호구에 마주한 해안도 정박이 편하여 매우 좋은 항구의 조건을 갖추었다.

### 기후
| 속초지역기상서비스센터 (고성군 토성면 봉포리, 해발 17.53m)의 기후 | 속초지역기상서비스센터 (고성군 토성면 봉포리, 해발 17.53m)의 기후 | 속초지역기상서비스센터 (고성군 토성면 봉포리, 해발 17.53m)의 기후 | 속초지역기상서비스센터 (고성군 토성면 봉포리, 해발 17.53m)의 기후 | 속초지역기상서비스센터 (고성군 토성면 봉포리, 해발 17.53m)의 기후 | 속초지역기상서비스센터 (고성군 토성면 봉포리, 해발 17.53m)의 기후 | 속초지역기상서비스센터 (고성군 토성면 봉포리, 해발 17.53m)의 기후 | 속초지역기상서비스센터 (고성군 토성면 봉포리, 해발 17.53m)의 기후 | 속초지역기상서비스센터 (고성군 토성면 봉포리, 해발 17.53m)의 기후 | 속초지역기상서비스센터 (고성군 토성면 봉포리, 해발 17.53m)의 기후 | 속초지역기상서비스센터 (고성군 토성면 봉포리, 해발 17.53m)의 기후 | 속초지역기상서비스센터 (고성군 토성면 봉포리, 해발 17.53m)의 기후 | 속초지역기상서비스센터 (고성군 토성면 봉포리, 해발 17.53m)의 기후 | 속초지역기상서비스센터 (고성군 토성면 봉포리, 해발 17.53m)의 기후 |
| 월                                                                | 1월                                                               | 2월                                                               | 3월                                                               | 4월                                                               | 5월                                                               | 6월                                                               | 7월                                                               | 8월                                                               | 9월                                                               | 10월                                                              | 11월                                                              | 12월                                                              | 연간                                                              |
| ----------------------------------------------------------------- | ----------------------------------------------------------------- | ----------------------------------------------------------------- | ----------------------------------------------------------------- | ----------------------------------------------------------------- | ----------------------------------------------------------------- | ----------------------------------------------------------------- | ----------------------------------------------------------------- | ----------------------------------------------------------------- | ----------------------------------------------------------------- | ----------------------------------------------------------------- | ----------------------------------------------------------------- | ----------------------------------------------------------------- | ----------------------------------------------------------------- |
| 역대 최고 기온 °C (°F)                                            | 15.8 (60.4)                                                       | 19.1 (66.4)                                                       | 26.9 (80.4)                                                       | 32.5 (90.5)                                                       | 34.4 (93.9)                                                       | 35.3 (95.5)                                                       | 37.1 (98.8)                                                       | 38.7 (101.7)                                                      | 34.1 (93.4)                                                       | 29.9 (85.8)                                                       | 27.5 (81.5)                                                       | 19.0 (66.2)                                                       | 38.7 (101.7)                                                      |
| 일평균 최고 기온 °C (°F)                                          | 4.2 (39.6)                                                        | 6.0 (42.8)                                                        | 10.6 (51.1)                                                       | 16.5 (61.7)                                                       | 20.9 (69.6)                                                       | 23.5 (74.3)                                                       | 26.7 (80.1)                                                       | 27.5 (81.5)                                                       | 24.0 (75.2)                                                       | 19.5 (67.1)                                                       | 13.1 (55.6)                                                       | 6.6 (43.9)                                                        | 16.6 (61.9)                                                       |
| 일일 평균 기온 °C (°F)                                            | 0.1 (32.2)                                                        | 1.9 (35.4)                                                        | 6.3 (43.3)                                                        | 11.9 (53.4)                                                       | 16.3 (61.3)                                                       | 19.8 (67.6)                                                       | 23.4 (74.1)                                                       | 24.1 (75.4)                                                       | 20.1 (68.2)                                                       | 15.1 (59.2)                                                       | 8.8 (47.8)                                                        | 2.5 (36.5)                                                        | 12.5 (54.5)                                                       |
| 일평균 최저 기온 °C (°F)                                          | −3.8 (25.2)                                                       | −2.2 (28.0)                                                       | 1.8 (35.2)                                                        | 7.3 (45.1)                                                        | 12.1 (53.8)                                                       | 16.5 (61.7)                                                       | 20.6 (69.1)                                                       | 21.2 (70.2)                                                       | 16.5 (61.7)                                                       | 10.8 (51.4)                                                       | 4.7 (40.5)                                                        | −1.5 (29.3)                                                       | 8.7 (47.7)                                                        |
| 역대 최저 기온 °C (°F)                                            | −16.4 (2.5)                                                       | −16.2 (2.8)                                                       | −11.6 (11.1)                                                      | −3.5 (25.7)                                                       | 3.8 (38.8)                                                        | 6.6 (43.9)                                                        | 12.6 (54.7)                                                       | 13.7 (56.7)                                                       | 9.5 (49.1)                                                        | −0.3 (31.5)                                                       | −8.7 (16.3)                                                       | −14.9 (5.2)                                                       | −16.4 (2.5)                                                       |
| 평균 강수량 mm (인치)                                             | 43.5 (1.71)                                                       | 45.9 (1.81)                                                       | 52.3 (2.06)                                                       | 73.3 (2.89)                                                       | 88.5 (3.48)                                                       | 119.5 (4.70)                                                      | 265.6 (10.46)                                                     | 298.0 (11.73)                                                     | 200.6 (7.90)                                                      | 87.9 (3.46)                                                       | 92.0 (3.62)                                                       | 40.1 (1.58)                                                       | 1,407.2 (55.40)                                                   |
| 평균 강수일수 (≥ 0.1 mm)                                          | 5.8                                                               | 5.9                                                               | 8.3                                                               | 8.6                                                               | 9.3                                                               | 11.5                                                              | 15.7                                                              | 15.2                                                              | 11.7                                                              | 7.0                                                               | 7.9                                                               | 4.7                                                               | 111.6                                                             |
| 평균 상대 습도 (%)                                                | 49.0                                                              | 53.2                                                              | 58.0                                                              | 60.5                                                              | 68.6                                                              | 78.7                                                              | 82.2                                                              | 82.3                                                              | 77.8                                                              | 65.6                                                              | 56.0                                                              | 47.9                                                              | 65.0                                                              |
| 평균 월간 일조시간                                                | 185.4                                                             | 176.9                                                             | 194.9                                                             | 211.9                                                             | 216.3                                                             | 172.4                                                             | 146.3                                                             | 152.4                                                             | 166.8                                                             | 189.8                                                             | 169.0                                                             | 184.3                                                             | 2,166.4                                                           |
| 출처: 기상청 (평년값: 1991년~2020년, 극값: 1968년~현재)           |                                                                   |                                                                   |                                                                   |                                                                   |                                                                   |                                                                   |                                                                   |                                                                   |                                                                   |                                                                   |                                                                   |                                                                   |                                                                   |

## 행정 구역
면적 105.00km2이다. 인구는 1955년 2만 8,000명, 1966년 6만 3,000명, 1975년 7만 1,500명, 2001년 9만 447명으로 늘었다. 인구는 바닷가에 조밀하고 상업은 중앙시장을 비롯하여 대로 연변에 상가를 이루며 공장은 청초호 주변에 모여 있다. 해류를 따라 많은 물고기들이 떼지어 몰려다니므로 가까운 바다의 15 ~ 25마일 일대는 특히 좋은 어장을 이루어 오징어(7월 ~ 10월), 명태(10월 ~ 3월), 꽁치(4월 ~ 6월) 등이 잡히는 등 어업이 성하다. 초등학교 10개 교, 중학교 4개 교, 고등학교 3개 교가 있으며 경동대학교와 문화원·시립 도서관이 있다. 현재 인구는 83,498명이다. 남녀 성비는 97 정도로, 여자들이 많이 사는 지역이다. (2위는 춘천시, 원주시, 강릉시)
| 행정동 | 한자   | 인구   | 세대   | 면적  | 행정 지도 |
| ------ | ------ | ------ | ------ | ----- | --------- |
| 영랑동 | 永朗洞 | 5,529  | 2,656  | 7.6   |           |
| 동명동 | 東明洞 | 4,034  | 2,070  | 0.78  |           |
| 금호동 | 琴湖洞 | 7,481  | 3,535  | 1.43  |           |
| 교동   | 校洞   | 11,886 | 5,083  | 0.75  |           |
| 노학동 | 蘆鶴洞 | 22,777 | 9,688  | 22.3  |           |
| 조양동 | 朝陽洞 | 23,974 | 9,589  | 5.61  |           |
| 청호동 | 靑湖洞 | 4,357  | 2,260  | 0.93  |           |
| 대포동 | 大浦洞 | 3,604  | 1,756  | 65.89 |           |
| 총계   | 총계   | 83,642 | 36,637 | 105.3 |           |

- 인구는 2012년 3월 31일 기준

## 인구
속초시(에 해당하는 지역)의 연도별 인구 추이
| 연도   | 총인구   |  |
| ------ | -------- |  |
| 1966년 | 63,078명 |  |
| 1970년 | 73,024명 |  |
| 1975년 | 71,351명 |  |
| 1980년 | 65,759명 |  |
| 1985년 | 69,430명 |  |
| 1990년 | 73,758명 |  |
| 1995년 | 81,979명 |  |
| 2000년 | 87,880명 |  |
| 2005년 | 84,706명 |  |
| 2010년 | 80,505명 |  |

## 산업

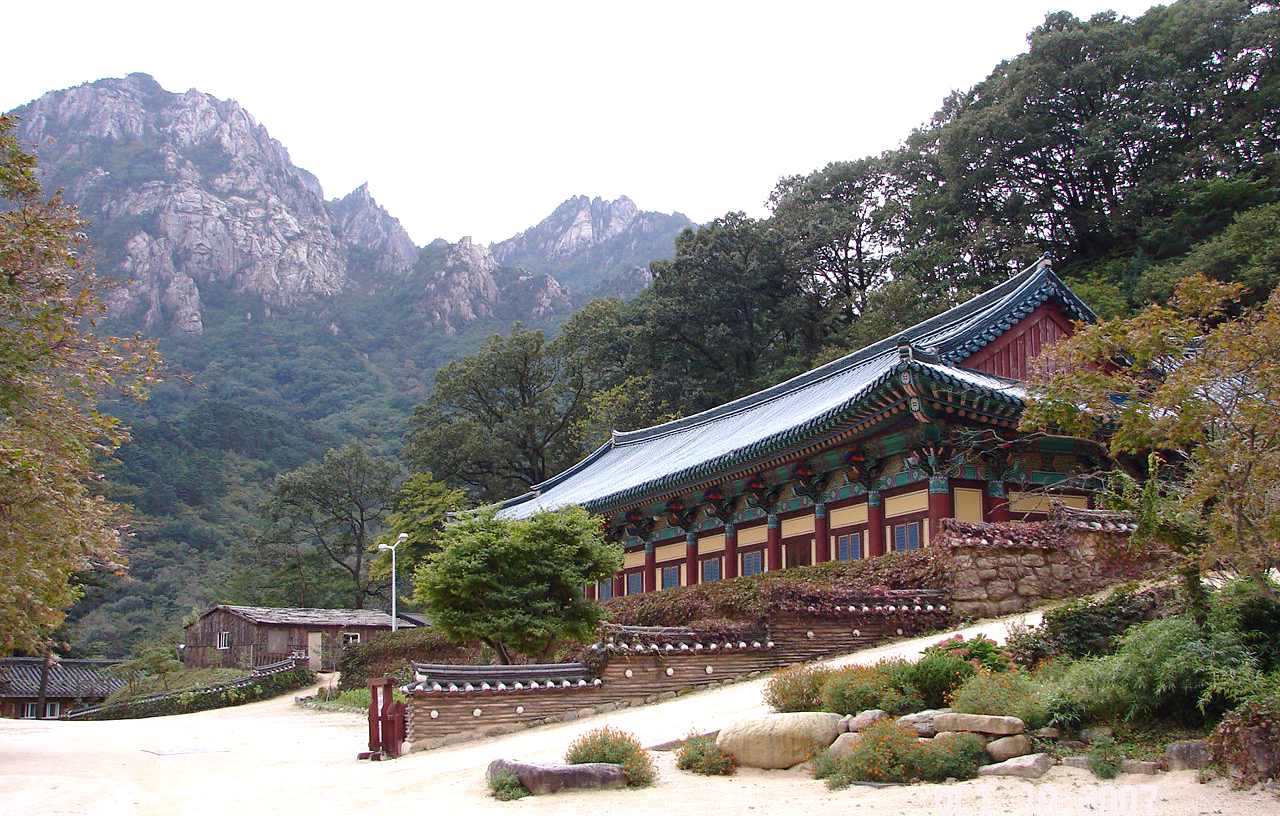
신흥사

### 관광

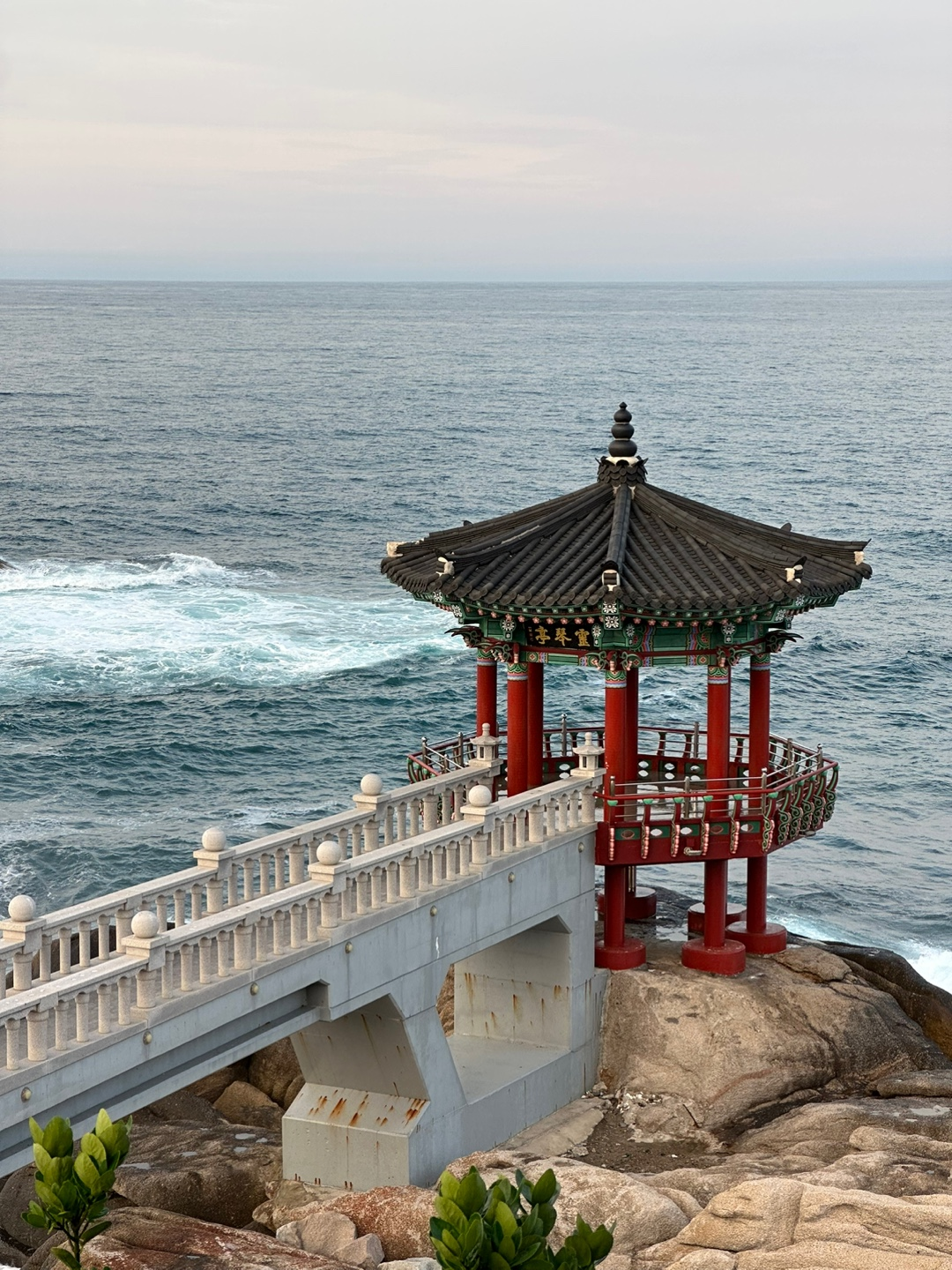
속초 영금정

속초시는 설악산과 동해바다의 풍경, 그리고 역사적 배경을 테마로 한 관광산업이 발달되어 있다. 1999년에는 강원국제관광엑스포를 개최하였으며, 현재 그 상징탑과 공원이 속초시 조양동 청초호변에 조성되어 있다.

### 농업
경지 면적은 총면적의 10.4%인 10.9km2로 논과 밭의 비율은 60：40이다. 소아평야를 중심으로 쌀농사가 성하다. 주요 농산물은 쌀, 감자, 고구마, 보리 등이다.

### 수산업
동해는 한·난 두 해류가 뒤섞이는 세계적 어장으로 명태·꽁치·대구·오징어·고등어·청어 따위가 잡히며 특히 오징어 어획량이 많고 동해안에서 주문진과 함께 1, 2위를 다투는 어항이다. 어획고를 어항별로 볼 때 부산 다음가는 상위권에 있다. 대포동 앞바다에서는 미역 양식이 활발하다. 어선 수와 수산업 인구는 줄어드는 추세이나 어선은 대형화하고 있다.

### 공업
공업은 선박·기계·주물 등을 제작하는 기계 제작소와 동양 제일을 자랑하는 유한양행 수산부 공장이 있다. 여기서는 냉동·건조·유지비료(油脂肥料) 등의 공업이 성하고 동림수산(東林水産)의 통조림 공장을 비롯하여 몇몇 유지·수산공장 등이 있다.

### 상업
설악산 국립공원을 배경으로 한 관광·수산·상업 도시로서 중앙시장을 비롯하여 중앙·청호·제일 등 4개 시장이 있다. 모든 생필품은 서울지방에서 들여 오므로 가격차가 10∼15%나 된다.

## 교통
도로 교통은 비교적 편리하며 간성·강릉 등지와 교통량이 많고, 영서지방과는 미시령을 넘어 인제·춘천·서울 방면으로 소통한다. 철도 교통은 동해북부선이 폐지된 이후 전무하였다. 춘천속초선이 2028년 상반기 개통 예정이며, 영동선 역시 강릉역에서 제진역으로 연결하는 동해선 철도 구간도 2028년 개통 예정이다.

### 고속도로
| 65 | 북양양 나들목 ↔ 속초 나들목 |

### 국도
| 국도   | 국도     | 국도 | 국도 | 국도 | 국도 | 국도 | 국도 | 국도 | 국도 |
| ------ | -------- | ---- | ---- | ---- | ---- | ---- | ---- | ---- | ---- |
| 7      | 동해대로 |      |      |      |      |      |      |      |      |
| 지방도 |          |      |      |      |      |      |      |      |      |
| 56     | 미시령로 |      |      |      |      |      |      |      |      |

### 버스
동명동 261-28 번지에 위치해 있으며, 금강고속이 관리하고 있다. 서울을 비롯해, 고양, 부천, 안양 등의 경기권과 강릉, 원주 등의 강원권, 대전, 유성 등의 충청권 등지를 연결하고 있다.
| 고속버스                                   | 고속버스                | 고속버스 | 고속버스 | 고속버스 | 고속버스 | 고속버스 |
| ------------------------------------------ | ----------------------- | -------- | -------- | -------- | -------- | -------- |
| 속초고속버스터미널                         | 고속 버스 운행 (조양동) |          |          |          |          |          |
| 시외버스                                   |                         |          |          |          |          |          |
| 속초시외버스터미널                         | 시외 버스 운행 (동명동) |          |          |          |          |          |
| 시내버스                                   |                         |          |          |          |          |          |
| 이 부분의 본문은 속초시의 시내버스 입니다. |                         |          |          |          |          |          |

### 해상·항공
해상교통은 동해안 여러 항구와의 정기 항로가 열려 있으며 항공은 속초공항이 있었으나 사고의 위험성이 커 폐항되었다.

## 문화·관광

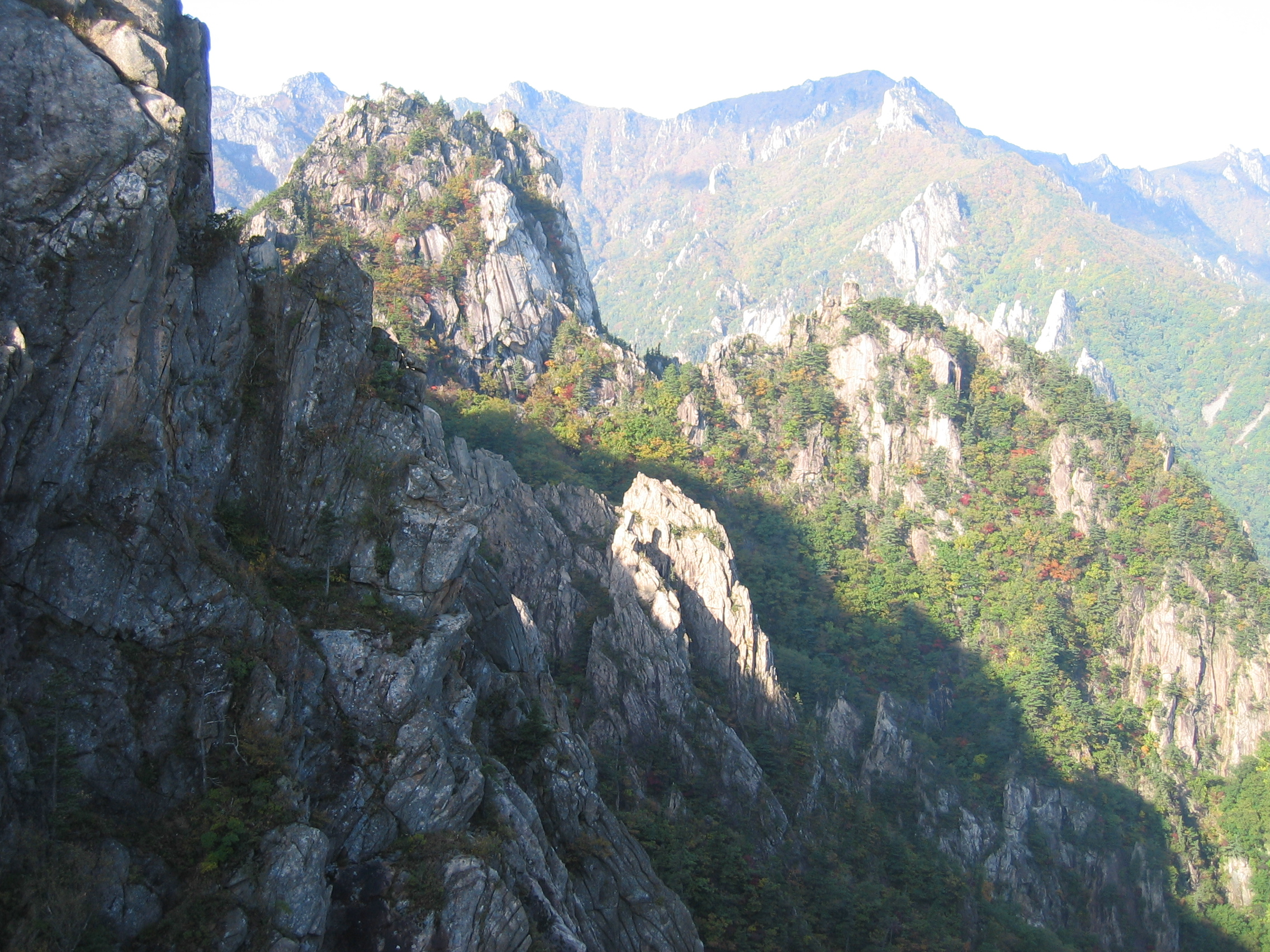
설악산 국립공원

- 설악산국립공원
- 척산온천
- 속초해수욕장
- 신흥사
- 엑스포타워

### 박물관·미술관·전시관
- 국립산악박물관
- 국립산악학교
- 속초시립박물관
- 젓갈박물관
- 석봉도자기미술관
- 실향민문화촌
- 부엉이전시관

## 자매 도시
| 지역 & 국가 | 도시                    | 도시                    |
| ----------- | ----------------------- | ----------------------- |
| 대한민국    | 서울특별시 중구         | 서울특별시 중구         |
| 대한민국    | 경기도                  | 구리시                  |
| 대한민국    | 경기도                  | 오산시                  |
| 대한민국    | 전북특별자치도 정읍시   |                         |
| 대한민국    | 전라남도 여수시         |                         |
| 미국        | 뉴욕주 로체스터         | 뉴욕주 로체스터         |
| 미국        | 플로리다 주 마이애미    |                         |
| 영국        | 런던                    | 런던                    |
| 일본        | 돗토리현                | 사카이미나토시          |
| 일본        | 돗토리현                | 요나고시                |
| 일본        | 도야마현                | 뉴젠정                  |
| 러시아      | 프리모르스키 하산스키군 | 프리모르스키 하산스키군 |

## 같이 보기
- 대한민국의 설치순 도시 목록
- 대조영 (드라마)